# جون براون روسورم
كان جون براون روسورم (1799–1851) إبطاليًا مناهضًا للعبودية وناشرًا للصحف ومستعمرًا لليبيريا التي انتقل إليها من الولايات المتحدة. ولد روسورم في جامايكا لأب إنجليزي وأم مستعبدة. عندما كان طفلًا، سافر إلى الولايات المتحدة مع والده وتلقى تعليمًا رسميًا، ليصبح أول أمريكي من أصل أفريقي يتخرج من كلية بودوين.
عندما كان شابًا، انتقل روسورم من بورتلاند في ولاية مين إلى مدينة نيويورك، حيث تشارك مع صموئيل كورنيش في إنشاء صحيفة مناهضة للعبودية سُمِّيَت «صحيفة الحرية»، وهي أول صحيفة يملكها ويديرها أمريكيون أفارقة.
أصبح روسورم داعمًا لجهود جمعية الاستعمار الأمريكية لتطوير مستعمرة للأمريكيين من أصل أفريقي في إفريقيا، وانتقل في عام 1829 إلى ما أصبح ليبيريا. في عام 1836، اختير روسورم ليصبح حاكمًا لولاية ماريلاند في إفريقيا، وهي مستعمرة صغيرة أقيمت بالقرب من جمعية ولاية ماريلاند للاستعمار. خدم هناك حتى وفاته، لتنضم المستعمرة إلى ليبيريا في عام 1857.

## المسار المهني

### محرر مجلة الحرية
انتقل روسورم إلى مدينة نيويورك في عام 1827. تباهت مدينة نيويورك آنذاك بامتلاكها أكبر عدد من السود مقارنةً بأي مدينة شمالية، بعدد يُقدَّر بنحو 15000 شخص، وهو ما يمثل10% من 150.000 شخص من الأفراد الملونين الذين يعيشون في الشمال. بحلول أوائل القرن التاسع عشر، طور هؤلاء السود الأحرار والعبيد الهاربون -الذين عاشوا في عالم منفصل- كنائسهم ومدارسهم ونواديهم. في بلد أبقى 90% من السود في حالة استعباد. كانت تلك المؤسسات أكثر من منافذ اجتماعية، إذ كانت تعني البقاء. في 16 مارس من ذلك العام، نشر روسورم البالغ من العمر سبعة وعشرين عامًا، إلى جانب رئيس تحريره صموئيل كورنيش، الطبعة الأولى من صحيفة الحرية، وهي صحيفة إبطالية مكرسة لمعارضة العبودية. كانت صحيفة الحرية أول صحيفة في الولايات المتحدة يمتلكها ويديرها وينشرها ويحررها الأمريكيون الأفارقة. خلال فترة عمله كمحرر، نشر روسورم بانتظام مواد حول التاريخ الأفريقي القديم والحديث، ما وفر للقراء على جانبي المحيط الأطلسي مصدرًا منظمًا للمعلومات حول القارة. كذلك احتوى التعليم الأدبي الذي قدمه روسورم في صحيفة هيرالد نصوصًا قانونية للتعليم الأدبي الإنجليزي. في العمود الشعري من هذا العدد الأول، على سبيل المثال، أعاد طباعة «التنبؤ بأصل روما» مقتطفًا ذلك من كتابات جون رينج. عندما استقال كورنيش من الصحيفة في سبتمبر 1827، استخدم روسورم منصبه للدعوة إلى الهجرة الطوعية للسود من الولايات المتحدة إلى أفريقيا. لم تحظَ هذه الأفكار بشعبية لدى العديد من قادة السود. وعلى الرغم من تحفظات روسورم حول الميول العنصرية لجمعية الاستعمار الأمريكية، اعتقد روسورم أن السود سيزدهروا في إفريقيا أكثر من الولايات المتحدة. ونتيجةً لذلك، استقال روسورم كمحرر في مارس 1829 وهاجر إلى ليبيريا. بدأ كورنيش الذي رفض الهجرة صحيفةً جديدة بعنوان «حقوق الجميع». لم تستمر صحيفة الحرية سوى عامين فقط، لكنها سرعان ما فتحت الباب أمام موجة من الصحف السوداء. في الوقت الذي بدأت فيه الحرب الأهلية، كانت قد تأسست أكثر من 40 صحيفة مملوكة ومدارة من قبل السود في الولايات المتحدة.

### الهجرة إلى ليبيريا
عند الهجرة إلى ليبيريا، بدأ روسورم العمل كسكرتير استعماري لجمعية الاستعمار الأمريكية، حيث خدم من عام 1830 إلى عام 1834. عمل أيضًا محررًا في صحيفة هيرالد في ليبيريا. استقال من هذا المنصب في عام 1835 للاحتجاج على سياسات الاستعمار الأمريكية. أراد روسورم ممارسة السلطة في الساحة السياسية، وشعر أن ليبيريا عرضت عليه هذه الفرصة، بينما لم توفر الولايات المتحدة ذلك. كذلك، لم تكن الولايات المتحدة مسقط رأسه، ولهذا لم يشعر بأي ولاء قوي نحوها. عمل روسورم أيضًا كمشرف على التعليم في مونروفيا عاصمة ليبيريا.
في عام 1836، أصبح أول حاكم أسود لماريلاند في أفريقيا، وهي مستعمرة أصبحت فيما بعد جزءًا من ليبيريا في عام 1857. شغل هذا المنصب حتى وفاته في عام 1851. واصل روسورم تشجيع هجرة الأمريكيين من أصل أفريقي إلى جمهورية ماريلاند، ودعم تطويرها للزراعة والتجارة. خلال فترة وجوده في ليبيريا، تعلم روسورم العديد من اللغات الأصلية. وشجع العلاقات التجارية والدبلوماسية مع الدول المجاورة وكذلك مع الدول الأوروبية.